# Quercus carrissoana
Quercus carrissoana là một loài thực vật có hoa trong họ Cử. Loài này được A.Camus miêu tả khoa học đầu tiên năm 1935.